# Nasser Saleh
Nasser Saleh Ibrahim (né le 19 décembre 1992) est un acteur espagnol d'origine marocaine. Il interprète Moja dans HKM (es), Leo dans La pecera de Eva et Román dans Physique ou Chimie.

## Filmographie
- 2010 : Biutiful, de Alejandro González Iñárritu
- 2010 : Propios y extraños, de Manuel Gonzales Ramos
- 2011 : No habrá paz para los malvados d'Enrique Urbizu
- 2011 : Lost Destination d'Eduardo Chapero-Jackson : Darío
- 2013 : Les Amants passagers de Pedro Almodóvar : Nasser